# 11-gatsu no Anklet
„11-gatsu no Anklet” (jap. 11月のアンクレット 11-gatsu no Ankuretto) – pięćdziesiąty singel japońskiego zespołu AKB48, wydany w Japonii 22 listopada 2017 roku przez You! Be Cool.
Singel został wydany w jedenastu edycjach: pięciu regularnych i pięciu limitowanych (Type A, Type B, Type C, Type D, Type E) oraz „teatralnej” (CD). Osiągnął 1 pozycję w rankingu Oricon i pozostał na liście przez 17 tygodni. Singel zdobył status płyty Milion.

## Lista utworów
Wszystkie utwory zostały napisane przez Yasushiego Akimoto.

### Type A
| CD | CD                                                                                       | CD              | CD             | CD      |
| Nr | Tytuł utworu                                                                             | Kompozycja      | Aranżacja      | Długość |
| -- | ---------------------------------------------------------------------------------------- | --------------- | -------------- | ------- |
| 1. | „11-gatsu no Anklet” (jap. 11月のアンクレット)                                           | Manabu Marutani | APAZZI         |         |
| 2. | „Sayonara de owaru wake ja nai” (jap. サヨナラで終わるわけじゃない) (wyk. Mayu Watanabe) | Tetsuya Iwasaki | Yasutaka.Ishio |         |
| 3. | „Omoidasete yokatta” (jap. 思い出せてよかった) (wyk. STU48)                              | Hoashi Hiro     | Hoashi Hiro    |         |
| 4. | „11-gatsu no Anklet” (jap. 11月のアンクレット) (off vocal ver.)                          | Manabu Marutani | APAZZI         |         |
| 5. | „Sayonara de owaru wake ja nai” (jap. サヨナラで終わるわけじゃない) (off vocal ver.)     | Tetsuya Iwasaki | Yasutaka.Ishio |         |
| 6. | „Omoidasete yokatta” (jap. 思い出せてよかった) (off vocal ver.)                          | Hoashi Hiro     | Hoashi Hiro    |         |

| DVD | DVD                                                                               | DVD     |
| Nr  | Tytuł utworu                                                                      | Długość |
| --- | --------------------------------------------------------------------------------- | ------- |
| 1.  | „11-gatsu no Anklet” (jap. 11月のアンクレット) (Music Video)                      |         |
| 2.  | „Sayonara de owaru wake ja nai” (jap. サヨナラで終わるわけじゃない) (Music Video) |         |
| 3.  | „Omoidasete yokatta” (jap. 思い出せてよかった) (Music Video)                      |         |

### Type B
| CD | CD                                                                                       | CD              | CD             | CD      |
| Nr | Tytuł utworu                                                                             | Kompozycja      | Aranżacja      | Długość |
| -- | ---------------------------------------------------------------------------------------- | --------------- | -------------- | ------- |
| 1. | „11-gatsu no Anklet” (jap. 11月のアンクレット)                                           | Manabu Marutani | APAZZI         |         |
| 2. | „Sayonara de owaru wake ja nai” (jap. サヨナラで終わるわけじゃない) (wyk. Mayu Watanabe) | Tetsuya Iwasaki | Yasutaka.Ishio |         |
| 3. | „Ikiru koto ni nekkyō o!” (jap. 生きることに熱狂を!) (wyk. Team 8)                       | HiBiKi          | HiBiKi         |         |
| 4. | „11-gatsu no Anklet” (jap. 11月のアンクレット) (off vocal ver.)                          | Manabu Marutani | APAZZI         |         |
| 5. | „Sayonara de owaru wake ja nai” (jap. サヨナラで終わるわけじゃない) (off vocal ver.)     | Tetsuya Iwasaki | Yasutaka.Ishio |         |
| 6. | „Ikiru koto ni nekkyō o!” (jap. 生きることに熱狂を!) (off vocal ver.)                    | HiBiKi          | HiBiKi         |         |

| DVD | DVD                                                                               | DVD     |
| Nr  | Tytuł utworu                                                                      | Długość |
| --- | --------------------------------------------------------------------------------- | ------- |
| 1.  | „11-gatsu no Anklet” (jap. 11月のアンクレット) (Music Video)                      |         |
| 2.  | „Sayonara de owaru wake ja nai” (jap. サヨナラで終わるわけじゃない) (Music Video) |         |
| 3.  | „Ikiru koto ni nekkyō o!” (jap. 生きることに熱狂を!) (Music Video)                |         |

### Type C
| CD | CD                                                                                       | CD               | CD               | CD      |
| Nr | Tytuł utworu                                                                             | Kompozycja       | Aranżacja        | Długość |
| -- | ---------------------------------------------------------------------------------------- | ---------------- | ---------------- | ------- |
| 1. | „11-gatsu no Anklet” (jap. 11月のアンクレット)                                           | Manabu Marutani  | APAZZI           |         |
| 2. | „Sayonara de owaru wake ja nai” (jap. サヨナラで終わるわけじゃない) (wyk. Mayu Watanabe) | Tetsuya Iwasaki  | Yasutaka.Ishio   |         |
| 3. | „Hohoemi no toki” (jap. 微笑みの瞬間) (wyk. 7-byō-go, kimi ga suki ni naru.)             | Daisuke Nakamura | Daisuke Nakamura |         |
| 4. | „11-gatsu no Anklet” (jap. 11月のアンクレット) (off vocal ver.)                          | Manabu Marutani  | APAZZI           |         |
| 5. | „Sayonara de owaru wake ja nai” (jap. サヨナラで終わるわけじゃない) (off vocal ver.)     | Tetsuya Iwasaki  | Yasutaka.Ishio   |         |
| 6. | „Hohoemi no toki” (jap. 微笑みの瞬間) (off vocal ver.)                                   | Daisuke Nakamura | Daisuke Nakamura |         |

| DVD | DVD                                                                               | DVD     |
| Nr  | Tytuł utworu                                                                      | Długość |
| --- | --------------------------------------------------------------------------------- | ------- |
| 1.  | „11-gatsu no Anklet” (jap. 11月のアンクレット) (Music Video)                      |         |
| 2.  | „Sayonara de owaru wake ja nai” (jap. サヨナラで終わるわけじゃない) (Music Video) |         |
| 3.  | „Hohoemi no toki” (jap. 微笑みの瞬間) (Music Video)                               |         |

### Type D
| CD | CD                                                                                       | CD               | CD               | CD      |
| Nr | Tytuł utworu                                                                             | Kompozycja       | Aranżacja        | Długość |
| -- | ---------------------------------------------------------------------------------------- | ---------------- | ---------------- | ------- |
| 1. | „11-gatsu no Anklet” (jap. 11月のアンクレット)                                           | Manabu Marutani  | APAZZI           |         |
| 2. | „Sayonara de owaru wake ja nai” (jap. サヨナラで終わるわけじゃない) (wyk. Mayu Watanabe) | Tetsuya Iwasaki  | Yasutaka.Ishio   |         |
| 3. | „Yaban na kyūai” (jap. 野蛮な求愛) (wyk. Dance Senbatsu)                                 | YASUSHI WATANABE | YASUSHI WATANABE |         |
| 4. | „11-gatsu no Anklet” (jap. 11月のアンクレット) (off vocal ver.)                          | Manabu Marutani  | APAZZI           |         |
| 5. | „Sayonara de owaru wake ja nai” (jap. サヨナラで終わるわけじゃない) (off vocal ver.)     | Tetsuya Iwasaki  | Yasutaka.Ishio   |         |
| 6. | „Yaban na kyūai” (jap. 野蛮な求愛) (off vocal ver.)                                      | YASUSHI WATANABE | YASUSHI WATANABE |         |

| DVD | DVD                                                                               | DVD     |
| Nr  | Tytuł utworu                                                                      | Długość |
| --- | --------------------------------------------------------------------------------- | ------- |
| 1.  | „11-gatsu no Anklet” (jap. 11月のアンクレット) (Music Video)                      |         |
| 2.  | „Sayonara de owaru wake ja nai” (jap. サヨナラで終わるわけじゃない) (Music Video) |         |
| 3.  | „Yaban na kyūai” (jap. 野蛮な求愛) (Music Video)                                  |         |

### Type E
| CD | CD                                                                                       | CD              | CD             | CD      |
| Nr | Tytuł utworu                                                                             | Kompozycja      | Aranżacja      | Długość |
| -- | ---------------------------------------------------------------------------------------- | --------------- | -------------- | ------- |
| 1. | „11-gatsu no Anklet” (jap. 11月のアンクレット)                                           | Manabu Marutani | APAZZI         |         |
| 2. | „Sayonara de owaru wake ja nai” (jap. サヨナラで終わるわけじゃない) (wyk. Mayu Watanabe) | Tetsuya Iwasaki | Yasutaka.Ishio |         |
| 3. | „Hōtei sokudo to yūetsu-kan” (jap. 法定速度と優越感) (wyk. U-17 Senbatsu)                | Kensuke Yoko    | Kensuke Yoko   |         |
| 4. | „11-gatsu no Anklet” (jap. 11月のアンクレット) (off vocal ver.)                          | Manabu Marutani | APAZZI         |         |
| 5. | „Sayonara de owaru wake ja nai” (jap. サヨナラで終わるわけじゃない) (off vocal ver.)     | Tetsuya Iwasaki | Yasutaka.Ishio |         |
| 6. | „Hōtei sokudo to yūetsu-kan” (jap. 法定速度と優越感) (off vocal ver.)                    | Kensuke Yoko    | Kensuke Yoko   |         |

| DVD | DVD                                                                               | DVD     |
| Nr  | Tytuł utworu                                                                      | Długość |
| --- | --------------------------------------------------------------------------------- | ------- |
| 1.  | „11-gatsu no Anklet” (jap. 11月のアンクレット) (Music Video)                      |         |
| 2.  | „Sayonara de owaru wake ja nai” (jap. サヨナラで終わるわけじゃない) (Music Video) |         |
| 3.  | „Hōtei sokudo to yūetsu-kan” (jap. 法定速度と優越感) (Music Video)                |         |

### Wer. teatralna
| CD | CD                                                                                       | CD                     | CD                     | CD      |
| Nr | Tytuł utworu                                                                             | Kompozycja             | Aranżacja              | Długość |
| -- | ---------------------------------------------------------------------------------------- | ---------------------- | ---------------------- | ------- |
| 1. | „11-gatsu no Anklet” (jap. 11月のアンクレット)                                           | Manabu Marutani        | APAZZI                 |         |
| 2. | „Sayonara de owaru wake ja nai” (jap. サヨナラで終わるわけじゃない) (wyk. Mayu Watanabe) | Tetsuya Iwasaki        | Yasutaka.Ishio         |         |
| 3. | „Yosō-gai no Story” (jap. 予想外のストーリー) (wyk. Vocal Senbatsu)                      | SHAKEY, Shuji Watanabe | SHAKEY, Shuji Watanabe |         |
| 4. | „Hōtei sokudo to yūetsu-kan” (jap. 法定速度と優越感) (wyk. U-17 Senbatsu)                | Kensuke Yoko           | Kensuke Yoko           |         |
| 5. | „11-gatsu no Anklet” (jap. 11月のアンクレット) (off vocal ver.)                          | Manabu Marutani        | APAZZI                 |         |
| 6. | „Sayonara de owaru wake ja nai” (jap. サヨナラで終わるわけじゃない) (off vocal ver.)     | Tetsuya Iwasaki        | Yasutaka.Ishio         |         |
| 7. | „Yosō-gai no Story” (jap. 予想外のストーリー) (off vocal ver.)                           | SHAKEY, Shuji Watanabe | SHAKEY, Shuji Watanabe |         |

## Skład zespołu
| „11-gatsu no Anklet” |
| --- |
| - AKB48 Team A: Anna Iriyama, Yui Yokoyama - AKB48 Team K: Minami Minegishi, Mion Mukaichi - AKB48 Team B: Rena Katō, Mayu Watanabe (środek) - AKB48 Team B / NGT48 Team NIII: Yuki Kashiwagi - AKB48 Team 4: Mako Kojima, Juri Takahashi - AKB48 Team 4 / STU48: Nana Okada - AKB48 Team 8: Rin Okabe, Yui Oguri - SKE48 Team S: Jurina Matsui - SKE48 Team KII: Yuna Obata - SKE48 Team E: Akari Suda - NMB48 Team N: Ayaka Yamamoto, Sayaka Yamamoto - NMB48 Team M: Akari Yoshida - NMB48 Team M / AKB48 Team A: Miru Shiroma - HKT48 Team H: Miku Tanaka - HKT48 Team H / AKB48 Team K: Haruka Kodama - HKT48 Team H / STU48: Rino Sashihara - HKT48 Team KIV / AKB48 Team A: Sakura Miyawaki - HKT48 Team TII: Hana Matsuoka - NGT48 Team NIII: Yuka Ogino, Rie Kitahara, Rika Nakai - STU48: Yumiko Takino |

| „Omoidasete yokatta” |
| --- |
| - STU48: Chiho Ishida, Minami Ishida, Kanon Isogai, Ayumi Ichioka, Mitsuki Imamura, Hina Iwata, Miyuna Kadowaki, Haruka Sano, Yumiko Takino (środek), Kōko Tanaka, Yuri Torobu, Akari Fukuda, Azusa Fujiwara, Kaho Mori, Fū Yabushita - STU48 / AKB48 Team 4: Okada Nana |

| „Ikiru koto ni nekkyō o!” |
| --- |
| - AKB48 Team 8: Hijiri Tanikawa, Nanami Satō, Akari Satō, Rin Okabe, Hitomi Honda, Nanase Yoshikawa, Yui Oguri (środek), Erina Oda, Shiori Satō, Hatsuka Utada, Serika Nagano, Nao Ōta, Momoka Onishi, Kotone Hitomi, Miu Shitao, Narumi Kuranoo (środek), Karin Shimoaoki - AKB48 Team 8 / AKB48 Team A: Nanami Yamada - AKB48 Team 8 / AKB48 Team K: Ikumi Nakano - AKB48 Team 8 / AKB48 Team B: Nagisa Sakaguchi |

| „Hohoemi no toki” |
| --- |
| - AKB48 Team A: Megu Taniguchi - AKB48 Team K: Satone Kubo - AKB48 Team B: Seina Fukuoka - AKB48 Team 4: Saya Kawamoto, Haruka Komiyama (środek) - AKB48 Team 8: Narumi Kuranoo - HKT48 Team H / AKB48 Team B: Nako Yabuki |

| „Yaban na kyūai” |
| --- |
| - AKB48 Team K: Nana Fujita - AKB48 Team 8: Yui Yokoyama - AKB48 Team 8 / AKB48 Team K: Ikumi Nakano - SKE48 Team S: Jurina Matsui - SKE48 Team E: Makiko Saitō - NMB48 Team N: Sayaka Yamamoto (środek) - NMB48 Team M: Yūka Katō - HKT48 Team KIV: Aoi Motomura |

| „Hōtei sokudo to yūetsu-kan” |
| --- |
| - AKB48 Team A: Yui Hiwatashi - AKB48 Team K: Satone Kubo - AKB48 Team B: Moe Gotō, Rei Nishikawa, Seina Fukuoka, Ayu Yamabe - AKB48 Team 4: Erii Chiba - AKB48 Team 8: Yui Oguri (środek), Narumi Kuranoo - AKB48 Team 8 / AKB48 Team B: Nagisa Sakaguchi - AKB48 Kenkyūsei: Nanami Asai, Mizuki Yamauchi - SKE48 Team KII: Yuna Obata - SKE48 Team E: Rara Gotō, Maya Sugawara - NMB48 Team N: Ayaka Yamamoto - NMB48 Team BII: Yūri Ōta, Rei Jōnishi - HKT48 Team H: Miku Tanaka - HKT48 Team H / AKB48 Team B: Nako Yabuki - HKT48 Team TII: Hana Matsuoka - NGT48 Team NIII: Moeka Takakura, Hinata Honma - STU48: Hina Iwata, Fū Yabushita |

| „Yosō-gai no Story” |
| --- |
| - AKB48 Team A: Yui Yokoyama - AKB48 Team K: Yūka Tano , Minami Minegishi - AKB48 Team B / NGT48 Team NIII: Yuki Kashiwagi (środek) - AKB48 Team 4 / STU48: Nana Okada - SKE48 Team KII: Akane Takayanagi - NMB48 Team N: Sayaka Yamamoto - NMB48 Team M / AKB48 Team A: Miru Shiroma |

## Notowania
| Lista                             | Pozycja |
| --------------------------------- | ------- |
| Oricon Weekly Singles Chart       | 1       |
| Oricon Yearly Singles Chart       | 3       |
| Billboard Japan Hot 100           | 1       |
| Billboard Japan Hot Singles Sales | 1       |

## Sprzedaż
| Dane wg         | Sprzedaż   |
| --------------- | ---------- |
| Oricon          | 1 125 239  |
| Billboard Japan | 1 533 025+ |